# Ябтахадыто
Ябтахадыто (устар. Ябта-Хадыта) — река в Ямальском районе Ямало-Ненецкого АО. Протекает через озеро Ярсалинский Сор и впадает в реку Ерхадыта в 8 км от устья по левому берегу. Длина реки 24 км.
По данным Государственного каталога географических названий река Ябтахадыто впадает в озеро Ярсалинский Сор.

## Данные водного реестра
По данным государственного водного реестра России относится к Нижнеобскому бассейновому округу, водохозяйственный участок реки — Обь от города Салехард и до устья, речной подбассейн реки — бассейны притоков Оби ниже впадения Северной Сосьвы. Речной бассейн реки — (Нижняя) Обь от впадения Иртыша.
Код объекта в государственном водном реестре — 15020300212115300035200.